# Pseudopucrolia
Pseudopucrolia is een geslacht van hooiwagens uit de familie Gonyleptidae.
De wetenschappelijke naam Pseudopucrolia is voor het eerst geldig gepubliceerd door Roewer in 1912. 

## Soorten
Pseudopucrolia is monotypisch en omvat slechts de volgende soort:
- Pseudopucrolia mutica